# Championnat de République tchèque de hockey sur glace 1993-1994
Saison suivante
La saison 1993-94 a été la première saison après la partition de la Tchécoslovaquie et a été marquée par la création de deux nouveaux championnats de hockey sur glace en République tchèque : l’Extraliga, la première division, et la 1. liga, second échelon.

## Contexte
Après la division de la Tchécoslovaquie au 1er janvier 1993, deux nouveaux championnats font leurs débuts pour la saison 1993-94. Dix équipes tchèques et quatre slovaques ont joué la saison précédente et les dix équipes tchèques intègrent cette nouvelle ligue. Deux équipes de seconde division viennent faire la onzième et douzième équipe de la ligue : HC Stadion Hradec Králové et HC Jindřichův Hradec. Les douze équipes participant à cette première saison de première division jouent 22 matchs à domicile et 22 matchs de plus à l'extérieur pour la saison régulière. Au terme de cette saison, les huit premières équipes sont qualifiées pour des play-offs alors que les quatre dernières équipes jouent une phase de barrage. Après cette phase de barrage, les deux équipes avec les moins bons résultats jouent une nouvelle phase de qualification contre les deux meilleures équipes de la 1. liga, le second échelon tchèque.

## Résultats de l'Extraliga

### Classement de la première phase
| Place | Équipe                    | PJ | V  | D  | N  | BP  | BC  | Pts |
| ----- | ------------------------- | -- | -- | -- | -- | --- | --- | --- |
| 1er   | Poldi SONP Kladno         | 44 | 24 | 8  | 12 | 182 | 151 | 56  |
| 2e    | HC České Budějovice       | 44 | 23 | 6  | 15 | 163 | 120 | 52  |
| 3e    | HC Vítkovice              | 44 | 19 | 11 | 14 | 162 | 138 | 49  |
| 4e    | AC ZPS Zlín               | 44 | 21 | 7  | 16 | 154 | 163 | 49  |
| 5e    | HC Sparta Praha           | 44 | 21 | 6  | 17 | 162 | 129 | 48  |
| 6e    | HC Pardubice              | 44 | 22 | 4  | 18 | 142 | 128 | 48  |
| 7e    | HC Olomouc                | 44 | 19 | 7  | 18 | 116 | 123 | 45  |
| 8e    | HC Chemopetrol Litvínov   | 44 | 18 | 8  | 18 | 161 | 154 | 44  |
| 9e    | HC Škoda Plzeň            | 44 | 15 | 8  | 21 | 132 | 140 | 38  |
| 10e   | HC Dukla Jihlava          | 44 | 16 | 6  | 22 | 131 | 143 | 38  |
| 11e   | HC Stadion Hradec Králové | 44 | 12 | 11 | 21 | 133 | 163 | 35  |
| 12e   | HC Jindřichův Hradec      | 44 | 10 | 6  | 28 | 107 | 193 | 26  |

### Play-offs
Les play-offs se jouent en plusieurs matchs avec la victoire assurée pour l'équipe remportant trois matchs.
|  | Quarts de finale 6, 17, 20, 21 et 23 mars | Quarts de finale 6, 17, 20, 21 et 23 mars |                   |                   | Demi-finales 26, 27, 30, 31 mars et 2 avril | Demi-finales 26, 27, 30, 31 mars et 2 avril |  |  | Finale 5, 6, 9 et 10 avril | Finale 5, 6, 9 et 10 avril |
|  | Quarts de finale 6, 17, 20, 21 et 23 mars | Quarts de finale 6, 17, 20, 21 et 23 mars |                   |                   | Demi-finales 26, 27, 30, 31 mars et 2 avril | Demi-finales 26, 27, 30, 31 mars et 2 avril |  |  | Finale 5, 6, 9 et 10 avril | Finale 5, 6, 9 et 10 avril |
|  |                                           |                                           |                   |                   |                                             |                                             |  |  |                            |                            |
|  |                                           |                                           |                   |                   |                                             |                                             |  |  |                            |                            |
|  |                                           |                                           |                   |                   |                                             |                                             |  |  |                            |                            |
|  | Poldi SONP Kladno                         | 3                                         |                   |                   |                                             |                                             |  |  |                            |                            |
|  | Poldi SONP Kladno                         | 3                                         |                   |                   |                                             |                                             |  |  |                            |                            |
|  | HC Chemopetrol Litvínov                   | 1                                         |                   |                   |                                             |                                             |  |  |                            |                            |
|  | HC Chemopetrol Litvínov                   | 1                                         | Poldi SONP Kladno | 2                 |                                             |                                             |  |  |                            |                            |
|  |                                           |                                           | Poldi SONP Kladno | 2                 |                                             |                                             |  |  |                            |                            |
|  |                                           | HC Olomouc                                | 3                 |                   |                                             |                                             |  |  |                            |                            |
|  | HC České Budějovice                       | HC Olomouc                                | 3                 | 0                 |                                             |                                             |  |  |                            |                            |
|  | HC České Budějovice                       |                                           |                   | 0                 |                                             |                                             |  |  |                            |                            |
|  | HC Olomouc                                | 3                                         |                   |                   |                                             |                                             |  |  |                            |                            |
|  | HC Olomouc                                | 3                                         | HC Olomouc        | 3                 |                                             |                                             |  |  |                            |                            |
|  |                                           |                                           | HC Olomouc        | 3                 |                                             |                                             |  |  |                            |                            |
|  |                                           | HC Pardubice                              | 1                 |                   |                                             |                                             |  |  |                            |                            |
|  | HC Vítkovice                              | HC Pardubice                              | 1                 | 2                 |                                             |                                             |  |  |                            |                            |
|  | HC Vítkovice                              |                                           |                   | 2                 |                                             |                                             |  |  |                            |                            |
|  | HC Pardubice                              | 3                                         |                   |                   |                                             |                                             |  |  |                            |                            |
|  | HC Pardubice                              | 3                                         | HC Pardubice      | 3                 |                                             |                                             |  |  |                            |                            |
|  |                                           |                                           | HC Pardubice      | 3                 | Troisième place                             |                                             |  |  |                            |                            |
|  |                                           | HC Sparta Praha                           | 0                 |                   |                                             |                                             |  |  |                            |                            |
|  | AC ZPS Zlín                               | HC Sparta Praha                           | 0                 | 0                 | 4 et 7 avril                                | 4 et 7 avril                                |  |  |                            |                            |
|  | AC ZPS Zlín                               |                                           |                   | 0                 | 4 et 7 avril                                | 4 et 7 avril                                |  |  |                            |                            |
|  | HC Sparta Praha                           | 3                                         |                   | Poldi SONP Kladno | 2                                           |                                             |  |  |                            |                            |
|  | HC Sparta Praha                           | 3                                         |                   | Poldi SONP Kladno | 2                                           |                                             |  |  |                            |                            |
|  |                                           |                                           |                   |                   |                                             |                                             |  |  | HC Sparta Praha            | 0                          |
|  |                                           |                                           |                   |                   |                                             |                                             |  |  | HC Sparta Praha            | 0                          |

### Bilans de l'Extraliga
Après trente-deux journées de championnat, Jiří Matějů, entraîneur du HC Olomouc est renvoyé de ses fonctions et remplacé par Josef Augusta, ancien entraîneur de l'équipe de Tchécoslovaquie, lui-même limogé en début de saison par l'équipe de Zlín. L'équipe est renforcée au début des séries par Jiří Dopita, joueur des Eisbären Berlin, équipe d'Allemagne, éliminée prématurément des séries. Dopita va être l'homme décisif des séries offrant le premier titre du championnat à Olomouc. Il est plus particulièrement important lors de la série victorieuse contre le champion de la saison régulière, le Poldi SONP Kladno, la décision du dernier match venant lors de la séance de tir de fusillade. Dopita va être désigné meilleur joueur des séries.
À l'issue de la saison régulière, Richard Král du HC Pardubice est le meilleur buteur avec 33 réalisations tandis que Pavel Patera, joueur de Kladno est le meilleur passeur de la saison avec 49 aides. Il finit également meilleur pointeur 75 points. Dans les buts, avec 92 % d'arrêts et une moyenne de 2,69 buts encaissés par match, Radovan Biegl, coéquipier de Král est le meilleur de la saison. Finalement, Patera finit également meilleur pointeur des séries avec 15 points de plus et Biegl est élu gardien de l'année. Jiří Vykoukal, joueur du Sparta Praha est sacré meilleur défenseur de la saison, son coéquipier, David Výborný, joueur le plus fair-play. Milan Hejduk et Marek Sýkora, tous deux de Pardubice, sont désignés, respectivement, meilleur espoir et meilleur entraîneur. Roman Turek, gardien de České Budějovice, remporte la Crosse d'Or, en tant que meilleur joueur tchèque, tout poste et tout championnat confondus.

## Résultats de la1.liga

### Classement de la1.liga
Les quatre équipes finissant en tête du classement sont immédiatement qualifiées pour la seconde phase de la compétition, les play-offs, alors que les équipes classées de la cinquième place à la douzième doivent jouer un premier tour de qualification.
| Place | Équipe                   | PJ | V  | D  | N  | BP  | BC  | Pts |
| ----- | ------------------------ | -- | -- | -- | -- | --- | --- | --- |
| 1er   | HC Zbrojovka Vsetín      | 40 | 33 | 4  | 3  | 188 | 61  | 70  |
| 2e    | HC Slavia Praha          | 40 | 24 | 7  | 9  | 176 | 107 | 55  |
| 3e    | HC Královopolská Brno    | 40 | 23 | 7  | 10 | 182 | 129 | 53  |
| 4e    | HC Slezan Opava          | 40 | 24 | 5  | 11 | 139 | 117 | 53  |
| 5e    | HC Slovan Ustí nad Labem | 40 | 18 | 9  | 13 | 121 | 105 | 45  |
| 6e    | TZ Třinec                | 40 | 16 | 5  | 19 | 132 | 134 | 37  |
| 7e    | HC Havířov               | 40 | 14 | 8  | 18 | 138 | 131 | 36  |
| 8e    | HKC Prostějov            | 40 | 13 | 9  | 18 | 113 | 145 | 35  |
| 9e    | HC Havlíčkův Brod        | 40 | 13 | 7  | 20 | 128 | 172 | 33  |
| 10e   | HC Baník Sokolov         | 40 | 13 | 5  | 22 | 117 | 159 | 31  |
| 11e   | HC Beroun                | 40 | 11 | 9  | 20 | 97  | 140 | 31  |
| 12e   | TJ Baník Hodonín         | 40 | 12 | 6  | 22 | 113 | 133 | 30  |
| 13e   | HC Přerov                | 40 | 12 | 3  | 25 | 95  | 164 | 27  |
| 14e   | VTJ Tábor                | 40 | 6  | 12 | 22 | 107 | 149 | 24  |

### Play-offs
Les qualifications se jouent en deux matchs vainqueurs pour le premier tour et en trois matchs vainqueurs pour la suite de la compétition.
| TJ Baník Hodonín  | 1-5 / 0-6       | HC Slovan Ustí nad Labem |
| HC Beroun         | 2-4 / 2-5       | TZ Třinec                |
| HC Baník Sokolov  | 7-4 / 2-6 / 2-3 | HC Havířov               |
| HC Havlíčkův Brod | 7-1 / 6-4       | HKC Prostějov            |

| HC Zbrojovka Vsetín   | 7-1 / 8-0 / 9-2       | HC Havlíčkův Brod        |
| HC Slavia Praha       | 8-3 / 3-4 / 4-3 / 4-2 | HC Havířov               |
| HC Královopolská Brno | 3-0 / 5-3 / 4-2       | TZ Třinec                |
| HC Slezan Opava       | 5-0 / 1-2 / 1-4 / 1-5 | HC Slovan Ustí nad Labem |

| Demi-finales \| HC Zbrojovka Vsetín \| 6-0 / 3-0 / 3-2[11] \| HC Slovan Ustí nad Labem \| \| HC Slavia Praha \| 3-2[11] / 3-0 / 6-3 \| HC Královopolská Brno \| |                 |                          |
| HC Zbrojovka Vsetín | 6-0 / 3-0 / 3-2 | HC Slovan Ustí nad Labem |
| HC Slavia Praha | 3-2 / 3-0 / 6-3 | HC Královopolská Brno    |

## Promotion / relégation

### Matchs de barrage
Parmi les quatre dernières équipes de la saison régulière de l'Extraliga, deux équipes doivent jouer des matchs de barrage avant de jouer une poule de relégation. Hradec, dernière équipe de la saison joue donc ces matchs de barrage contre Plzeň alors que Jihlava joue contre Králové. La victoire se joue au meilleur des trois matchs.
| HC Škoda Plzeň       | 5 – 1 | HC Jindřichův Hradec |      |
| HC Škoda Plzeň       | 4 – 3 | HC Jindřichův Hradec | (P)  |
| HC Jindřichův Hradec | 1 – 0 | HC Škoda Plzeň       |      |
| HC Jindřichův Hradec | 2 – 3 | HC Škoda Plzeň       | (TF) |

| HC Dukla Jihlava  | 6 – 3 | HC Hradec Králové |
| HC Dukla Jihlava  | 3 – 1 | HC Hradec Králové |
| HC Hradec Králové | 3 – 1 | HC Dukla Jihlava  |
| HC Hradec Králové | 4 – 7 | HC Dukla Jihlava  |

### Poule de relégation
La poule de relégation a également été une poule de promotion pour les deux équipes ayant fini aux deux premières places de la 1.liga, les équipes du HC Zbrojovka Vsetín et du HC Slavia Praha. Six matchs ont été joués pour cette poule de relégation / promotion. Les équipes finissant à la première place joueront la saison suivante en Extraliga tandis que les autres sont reléguées en 1.liga.
Résultats
|   | Équipe               | PJ | V | D | N | BP | BC | Pts |
| - | -------------------- | -- | - | - | - | -- | -- | --- |
| 1 | HC Zbrojovka Vsetín  | 6  | 4 | 2 | 0 | 29 | 13 | 10  |
| 2 | HC Slavia Praha      | 6  | 3 | 1 | 2 | 21 | 20 | 7   |
| 3 | HC Hradec Králové    | 6  | 1 | 2 | 3 | 17 | 21 | 4   |
| 4 | HC Jindřichův Hradec | 6  | 1 | 1 | 4 | 16 | 29 | 3   |